# 切斯特广场

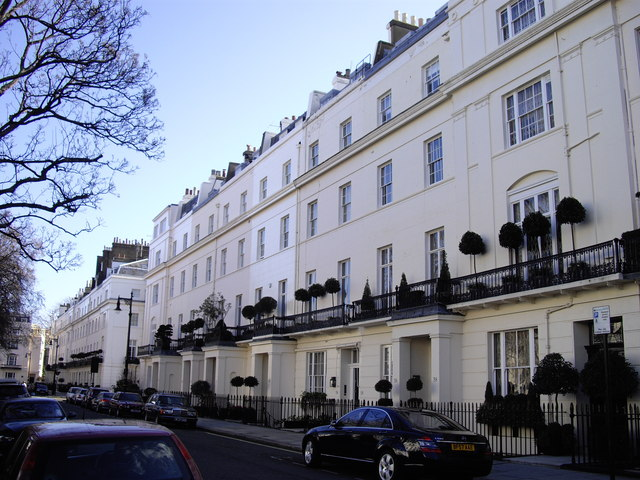
切斯特广场

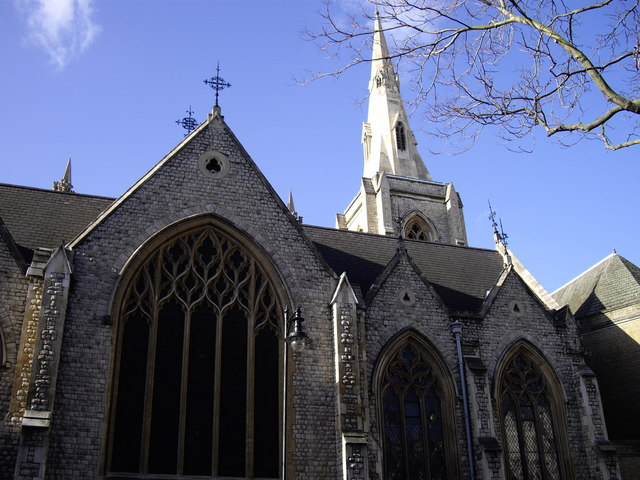
圣米迦勒堂

51°29′43″N 0°8′59″W / 51.49528°N 0.14972°W
切斯特广场（英語：Chester Square）是伦敦贝尔格莱维亚区一个较小的住宅花园广场，是格罗夫纳家族在19世纪开辟的三个花园广场之一（另外两个是贝尔格雷夫广场和伊顿广场）。
切斯特广场以切斯特命名，该市靠近格罗夫纳家族的祖屋伊顿庄园（Eaton Hall）。
切斯特广场1–13号、14–23号、24–32号、37–39号、42–45号、45a, 45b, 65–76号、77–80号、80a, 84–88号均列为二级登录建筑。
花园面积1.5英畝（6,100平方），种植灌木和草本植物，不对公众开放。

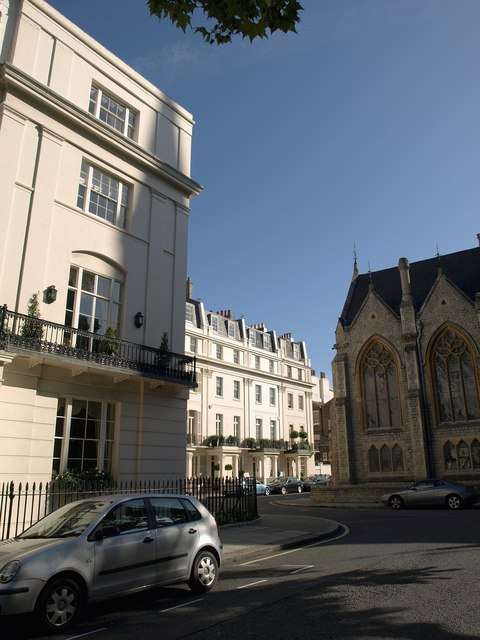
切斯特广场

过去的居民包括诗人马修·阿诺德（2号），玛丽·雪莱（24号），约翰·里德尔（72号），玛格丽特·撒切尔（73号），荷兰女王威廉明娜（77号）。
切斯特广场的圣公会圣米迦勒堂（St. Michael's Church）与广场上其他建筑一同建于1844年，为哥特式风格。